# Luigi di Savoia Duca degli Abruzzi (1933)
Luigi di Savoia Duca degli Abruzzi byl italský lehký křižník stejnojmenné třídy – jednalo se o loď z páté skupiny italské třídy Condottieri. Křižník byl pojmenován na počest italského admirála z doby první světové války Luigi Amedea di Savoia-Aosta. Jeho sesterskou lodí byl křižník Giuseppe Garibaldi.
Křižník bojoval v druhé světové válce. Za války Luigi di Savoia Duca degli Abruzzi (i jeho sesterská loď) bojoval například v červenci 1940 v bitvě u Punta Stilo a v březnu 1941 v bitvě u Matapanu.
Křižník válku přečkal a po válce ho provozovala italská Marina Militare. Vyřazen byl v roce 1961 a později sešrotován.

## Uživatelé
- Regia Marina
- Marina Militare